# Cameron Baerg
Cameron "Cam" Baerg (født 17. oktober 1972 i Saskatoon) er en canadisk tidligere roer.
Baerg var første gang med til VM i 2002 i toer uden styrmand, hvor han sammen med Scott Frandsen vandt B-finalen. Han skiftede derpå til firer uden styrmand, hvor han var med til at vinde VM-guld i 2003 i Milano.
Ved OL 2004 i Athen stillede han op i firer uden styrmand (sammen med Jake Wetzel, Thomas Herschmiller og Barney Williams). Den canadiske båd vandt sit indledende heat og sin semifinale og var derfor i A-finalen. Canadiernes tid i semifinalen var blot et kvart sekund dårligere end briternes, og finalen blev også et tæt løb mellem disse to både, som briterne vandt med blot 0,08 sekund, hvilket betød, at canadierne vandt sølv.
Efter OL 2004 roede han kortvarigt i otteren, men indstillede derpå sin elitekarriere.

## OL-medaljer
- 2004:  Sølv i firer uden styrmand